# Faith and Order
Faith and Order ("Tro og Kirkeforfatning"; "Tro og Kirkeordning") var en økumenisk bevægelse med første verdenskonference 1927 i Lausanne hvor man søgte at præcisere hovedopgaven: at føre dialog mellem kirkesamfundene om "lære og kirkeforfatning".
Sammen med Life and Work og Det Internationale Missionsråd prægede Faith and Order den økumeniske bevægelse i første halvdel af 1900-tallet.
1948 oprettedes Kirkernes Verdensråd, og bevægelsen blev en gren heraf som "Kommissionen for tro og kirkeforfatning", Faith and Order Commission.
Fra 1968 har den romerskkatolske kirke været repræsenteret i kommissionen uden dog at være medlem af Kirkernes Verdensråd.